# Гросбрёзерн
Гросбрёзерн или Ву́льки-Пше́здрень (нем. Großbrösern; в.-луж. Wulki Přezdrěń) — деревня в Верхней Лужице, Германия. Входит в состав коммуны Радибор района Баутцен в земле Саксония. Подчиняется административному округу Дрезден.

## География
Находится севернее деревни Смохчицы и южнее деревни Милкецы.
Находится около федеральной автомобильной дороге Бундесштрассе 96. Соседние населённые пункты: на севере — деревня Хасов, на северо-востоке — административный центр общины Радибор, на юго-востоке — деревня Хельно и на юго-западе — деревня Милкецы.

## История
Впервые упоминается в 1419 году под наименованием Breßen magnum. С XVI по XIX век деервня была фольварком землевладельца из деревни Милквиц.
С 1973 по 1998 года входила в коммуну Кляйнвелька. С 1998 года входит в состав современной коммуны Радибор.
В настоящее время деревня входит в состав культурно-территориальной автономии «Лужицкая поселенческая область», на территории которой действуют законодательные акты земель Саксонии и Бранденбурга, содействующие сохранению лужицких языков и культуры лужичан.
Исторические немецкие наименования
- Breßen magnum, 1419
- in magna Bresin, 1488
- Presern, 1535
- Pssysdrin, Pschisdrin, 1580
- Brösern, 1615
- Bresern, 1617
- Groß Brößern, 1791

## Население
Официальным языком в населённом пункте, помимо немецкого, является также верхнелужицкий язык.
| 1834 | 1871 | 1890 | 2011 | 2016 |
| ---- | ---- | ---- | ---- | ---- |
| 57   | 57   | 52   | 34   | 27   |